# Arenobulimina
Arenobulimina es un género de foraminífero bentónico de la subfamilia Ataxophragmiinae, de la familia Ataxophragmiidae, de la superfamilia Ataxophragmioidea, del suborden Ataxophragmiina y del orden Loftusiida. Su especie tipo es Bulimina preslii. Su rango cronoestratigráfico abarca desde el Aptiense (Cretácico inferior) hasta el Paleoceno.

## Discusión
Clasificaciones previas incluían Arenobulimina en el suborden Textulariina del orden Textulariida o en el orden Lituolida.

## Clasificación
Se han descrito numerosas especies de Arenobulimina. Entre las especies más interesantes o más conocidas destacan:
- Arenobulimina preslii †

Un listado completo de las especies descritas en el género Arenobulimina puede verse en el siguiente anexo.
En Arenobulimina se han considerado los siguientes subgéneros:
- Arenobulimina (Columnella), también considerado como género Columnella y aceptado como Voloshinoides
- Arenobulimina (Hagenowella), aceptado como género Hagenowella
- Arenobulimina (Harena), también considerado como género Harena y aceptado como Arenobulimina
- Arenobulimina (Novatrix), también considerado como género Novatrix y aceptado como Hagenowella
- Arenobulimina (Pasternakia), también considerado como género Pasternakia y aceptado como Arenobulimina
- Arenobulimina (Sabulina), aceptado como género Sabulina
- Arenobulimina (Voloshinoides), aceptado como género Voloshinoides